# マクラーレン・MP4-13
マクラーレン MP4-13 (McLaren MP4-13) は、マクラーレンが1998年のF1世界選手権に投入したフォーミュラ1カーである。

## 概要
ウィリアムズとの契約上、1997年8月からマクラーレンに加入したエイドリアン・ニューウェイが、テクニカル・ディレクターに就任した。チーフデザイナーのニール・オートレイは1996年から2年越しでMP4-13の設計、開発を進めていた。その為、ニューウェイ自身は「僕は手を加えた程度」と語っている。

## 開発

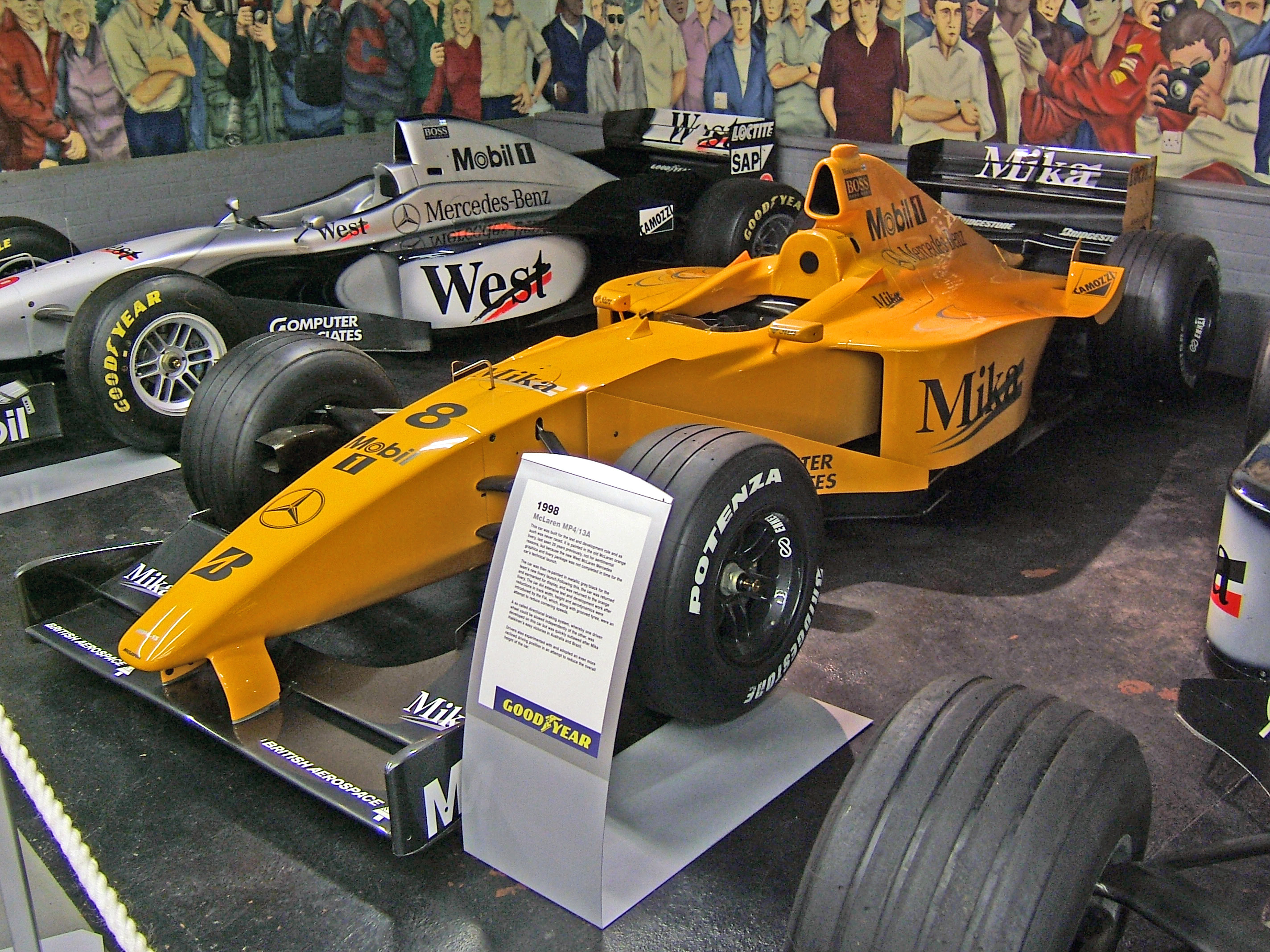
開幕前の暫定オレンジカラー

MP4-12の低いノーズと、前シーズン終盤から投入していたブレーキ・ステアリング・システムは踏襲したものの、レギュレーション変更に合わせ、下記の設計で仕上げてきた。
シャーシ改良
- ナロートレッド規定（全幅1800mm）に対応するロングホイールベース化。
- フロントサスペンションのショックアブソーバーを垂直にし、トーションバースプリングを水平に配置[注釈 2]。
- ステアリングロッドをフロント上下アームの中間に配置。

空力向上
- コクピット周辺の安全構造規定を満たすよう、モノコックやノーズにレギュレーションフィンを立てる（サイドプロテクターの小型化）。
- インダクションポッドとヘッドレストの形状を変更し、両側に整流用のフィンを装着。
- リアホイール付近のウィングレットをフィンに変更。
- ターニングベーンの大型化と車体中央から左右25センチメートル以内に配置し、その下端をリファレンスプレーンまで延長。
- フロントウィング翼端板を整形し、タイヤの内側に気流を導く。

低重心化・軽量化・信頼性の確保
- メルセデス・ベンツエンジンのパワーアップ。
- ギアボックス

グルーブドタイヤへの対応
- タイヤメーカーをグッドイヤーからF1参戦2年目のブリヂストンに変更（1997年12月に契約）。
- グルーブドタイヤ（溝入りタイヤ）のグリップの低下を補うためフロントタイヤのサイズアップを主張する浜島裕英らブリヂストン側と、タイヤサイズアップによる空気抵抗の増加を嫌うニューウェイらマクラーレン側とで協議を重ねた。最終的にブリヂストン側の意見で合意し、MP4-13のサスペンションを設計し直すことになった。

冬のテストではMP4-12の改良版MP4-12Bに、MP4-13で使うエンジン・パーツ・タイヤを搭載して約8,000キロメートルもの走行を重ねた。シェイクダウン後、新車発表会まではオレンジカラーのMP4-13Aでテストを行なった。なお、走り出して3周目でミカ・ハッキネンがトップタイムを叩き出している（バルセロナ※非公式）。

## シーズン

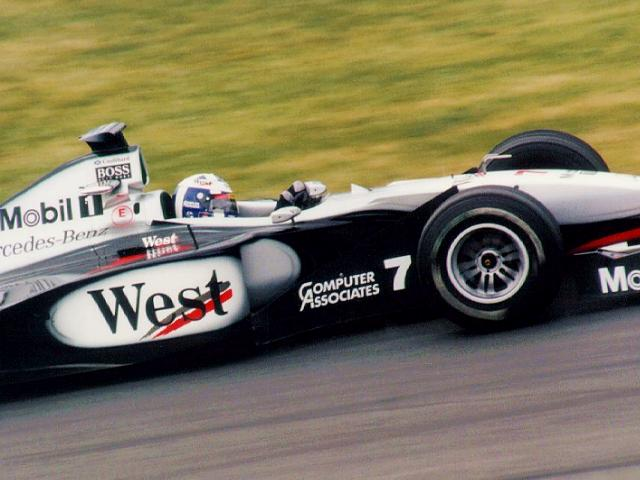
カナダGPにてMP4-13を駆るデビッド・クルサード

開幕戦オーストラリアGPでは、ブリヂストンのサイズアップしたフロントタイヤとブレーキ・ステアリング・システムが組み合わさったことで全車を周回遅れにして、ワンツーフィニッシュを果たした。これに危機感を抱いたジャン・トッド（フェラーリ監督）が抗議を行い、チームは第2戦ブラジルGPからブレーキ・ステアリング・システムを自主的に撤去したが、それでも圧勝劇を再現した。
フェラーリF300は、第3戦アルゼンチンGPでグッドイヤーのフロントタイヤのサイズアップを皮切りに、毎戦どこかのパーツを開発・改良してきた。一方でMP4-13は、第9戦イギリスGPで新型ディフューザーを、第12戦ハンガリーGPでは翼端板を変更したフロントウィングを投入し、ブリヂストンはサーキット毎にタイヤ開発を継続した。
しかし、MP4-13はメカニカルトラブルに悩まされ、ハッキネンは第4戦サンマリノGPと第7戦カナダGPでギアボックス（リタイア）、第12戦ハンガリーGPでショックアブソーバー（1位走行→6位入賞）、第14戦イタリアGPでブレーキ（1位走行→4位入賞）と勝利を逃す原因となり、デビッド・クルサードは第6戦モナコGPと第14戦イタリアGPでエンジン、第7戦カナダGPでスロットルリンケージと3回リタイアした。これに対してフェラーリが決勝で、リタイアやポジションダウンに繋がるメカニカルトラブルを起こしたのは、わずか2回（開幕戦オーストラリアGPと第12戦ハンガリーGP）のみであった。
このメカニカルトラブルの差がタイトル争いを最終戦までもつれ込む要因となったが、ハッキネンは最終戦日本GPの勝利で初のドライバーズタイトルを獲得した。
マクラーレンは1991年以来のコンストラクターズタイトルを奪取し、ブリヂストンにとっても初のタイトル獲得となった。

## スペック

### シャーシ
- シャーシ名 MP4-13
- モノコック カーボンファイバー・アルミハニカムコンポジット
- 全長 4,550 mm
- 全幅 1,800 mm
- 全高 950 mm
- クラッチ AP
- ブレーキキャリパー AP
- ブレーキディスク・パッド カーボンインダストリー
- ホイール エンケイ
- タイヤ ブリヂストン
- サスペンション フロント・トーションバースプリング／リア・コイルスプリングのダブルウィッシュボーン
- ギアボックス 6速セミオートマチック

### エンジン

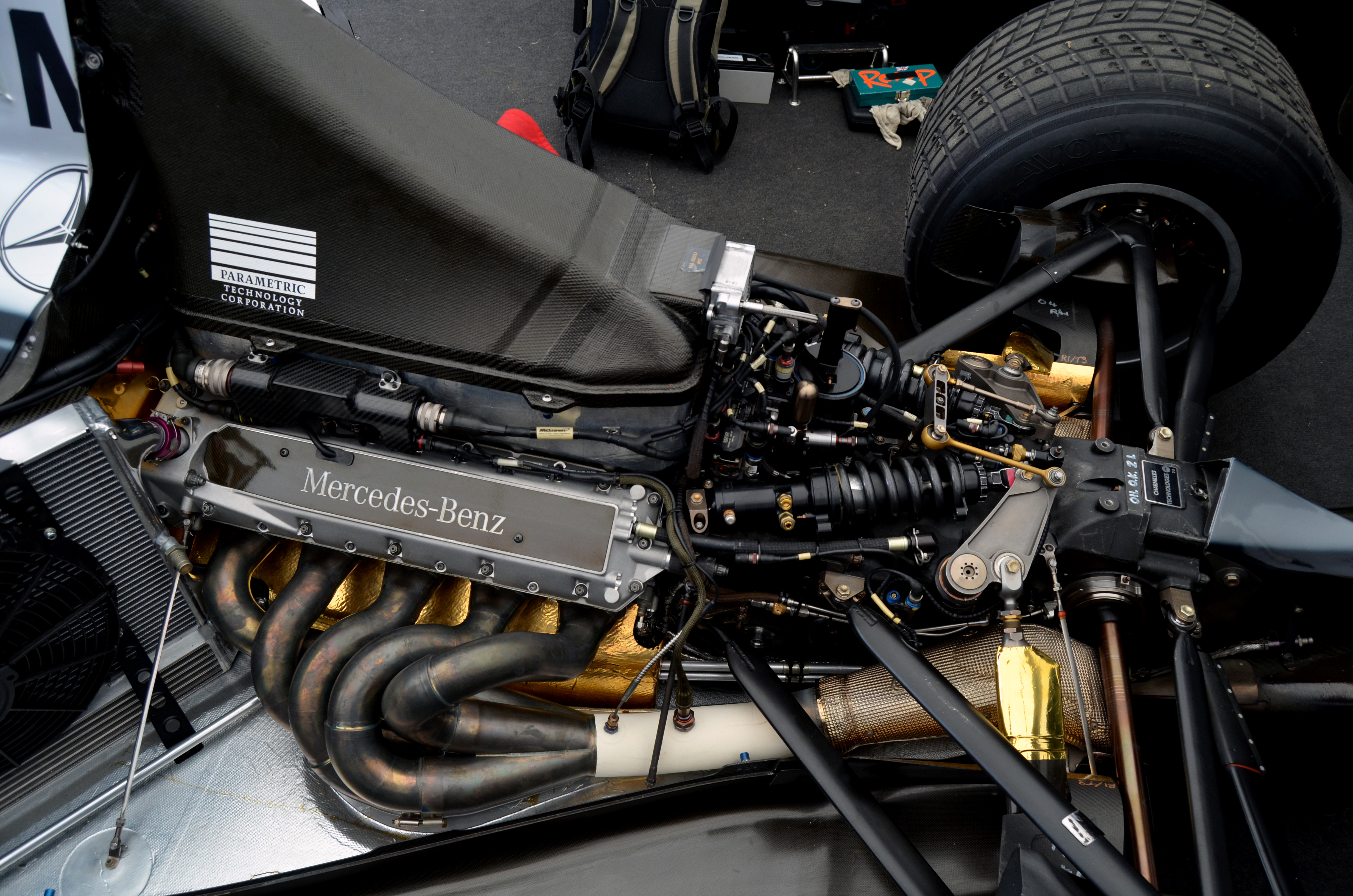
メルセデス・ベンツFO110Gエンジン

- エンジン名 メルセデス・ベンツFO110G
- 気筒数・角度 V型10気筒・72度
- スパークプラグ NGK
- 燃料・潤滑油 モービル

## 記録
- 数字は順位、太字はポールポジション、斜字はファステストラップ、Retはリタイア。(key)

| 年   | No. | ドライバー | 1   | 2   | 3   | 4   | 5   | 6   | 7   | 8   | 9   | 10  | 11  | 12  | 13  | 14  | 15  | 16  | ポイント | ランキング |
| 年   | No. | ドライバー | AUS | BRA | ARG | SMR | ESP | MON | CAN | FRA | GBR | AUT | GER | HUN | BEL | ITA | LUX | JPN | ポイント | ランキング |
| ---- | --- | ---------- | --- | --- | --- | --- | --- | --- | --- | --- | --- | --- | --- | --- | --- | --- | --- | --- | -------- | ---------- |
| 1998 | 7   | クルサード | 2   | 2   | 6   | 1   | 2   | Ret | Ret | 6   | Ret | 2   | 2   | 2   | 7   | Ret | 3   | 3   | 156      | 1位        |
| 1998 | 8   | ハッキネン | 1   | 1   | 2   | Ret | 1   | 1   | Ret | 3   | 2   | 1   | 1   | 6   | Ret | 4   | 1   | 1   | 156      | 1位        |

ドライバーズランキング
- ミカ・ハッキネン　1位　100ポイント
- デビッド・クルサード　3位　56ポイント

## 関連商品
タミヤから1/20のプラモデルが発売されていた。タバコロゴのない通常版に加え、タバコロゴの付属する日本GP仕様が日本国内向けに販売されていたが、どちらも現在はスポット生産に移行している。またミニチャンプスから1/20と1/43のミニカーに加え、1/8モデルの大型ミニカーが発売された。ともにタバコ広告がないイギリスGP仕様である。